# Tommaso Natale-Sferracavallo
Tommaso Natale-Sferracavallo è il ventunesimo quartiere di Palermo, compreso nella VII Circoscrizione. 

## Geografia fisica
Il quartiere è situato nella zona più a nord-ovest della città. Comprende una porzione di litorale caratterizzata prevalentemente da scogli, che si estende dal costone nord del Monte Gallo fino al golfo di Sferracavallo. 
Confina:
- a nord con il mar Tirreno;
- a nord-ovest con il comune di Torretta;
- a ovest con il Monte Billiemi;
- a est con i quartieri Partanna-Mondello e Pallavicino;
- a sud con il quartiere Resuttana-San Lorenzo.

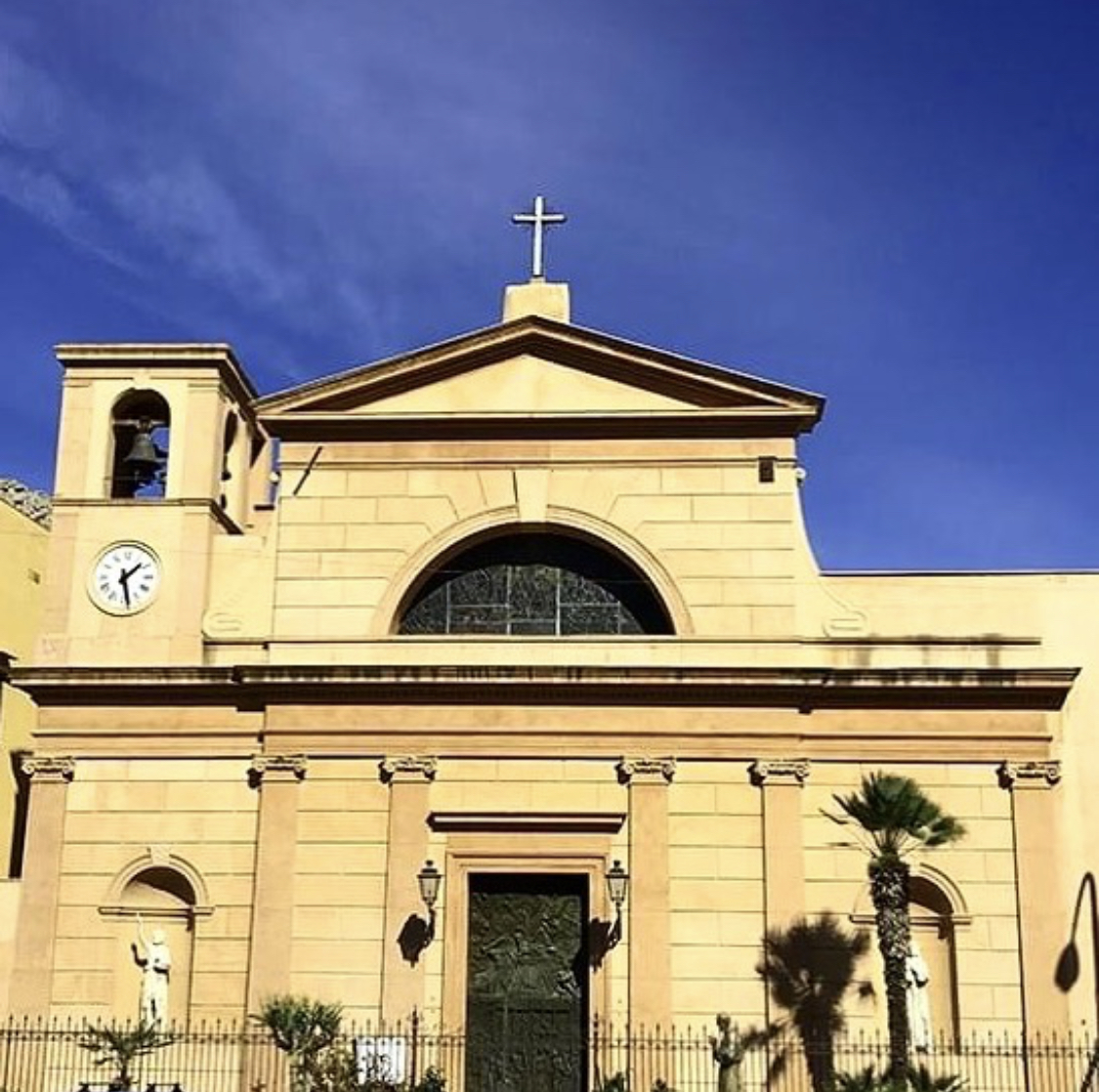
arch. F.P. Palazzotto, chiesa di S. Giovanni Battista a Tommaso Natale, Palermo, fine del XIX secolo.

## Storia
Il quartiere nasce dall'unione delle borgate di Tommaso Natale e Cardillo con quella di Sferracavallo. Le prime sono sorte tra il XVII e il XVIII secolo in prossimità della direttrice viaria che collegava la città di Palermo ai territori della costa occidentale siciliana. Cardillo in particolare si era distinta come feudo di discreta importanza, diviso tra tanti piccoli feudatari che vi avevano fatto costruire le loro residenze di villeggiatura. Anche Tommaso Natale deve il suo sviluppo alla fondazione di una villa nobiliare, appartenuta all'omonimo marchese. Sferracavallo nasce nell'estremo confine nord-occidentale di Palermo, in un'area ben più vicina al mare e caratterizzata da rocce aguzze, che rendendo difficile il suo raggiungimento hanno contribuito alla forte indipendenza del nucleo abitativo rispetto al resto del territorio comunale: fino al XX secolo, parte del suo territorio ricadeva nel comune di Torretta, piccola città confinante con il capoluogo siciliano.  
A partire dagli anni '60, le borgate sono state via via assorbite dal resto del tessuto urbano come risultato della grande espansione cittadina progettata nel secondo dopoguerra.  

## Monumenti e luoghi d'interesse

### Architetture religiose
- Sant'Ambrogio, in via Caduti sul Lavoro;
- San Giovanni Battista, in piazza Tommaso Natale, il cui prospetto si deve all'architetto Francesco Paolo Palazzotto;
- Santa Silvia, in via Tommaso Natale;
- Santi Cosma e Damiano, in via Torretta.

## Geografia antropica

### Strade
- Via Tommaso Natale che collega il quartiere a nord con il golfo di Sferracavallo e a sud con il quartiere di San Lorenzo;
- Viale Rosario Nicoletti che collega il quartiere con lo svincolo Tommaso Natale-Mondello e con Partanna-Mondello.